# World Federation of ADHD
Die  World Federation of ADHD (WFADHD) ist ein professioneller Verband von Klinikern und Forschern, welcher über ADHS informieren will und Patienten und ihren Familien Zugang von Wissen weltweiter Forschungen ermöglichen möchte. Wissenschaftliche Fakten und aktuelle Studien sollen Betroffenen Hilfestellung bieten. Der Verband kooperiert mit verschiedenen regionalen und internationalen anderen ADHS-Verbänden um eine globale Perspektive zu ADHS-Forschung und -Praxis zu bieten.
Der erste internationale Kongress fand 2007 in Würzburg statt. Ein Jahr später, im August 2008, wurde der Verband offiziell in Zürich gegründet, um evidenzbasiertes Wissen über ADHS zu verbreiten, Forschung bekannt zu machen, Leitlinien zu entwickeln und Austausch zwischen Forschern, Klinikern, Betroffenen, anderen Verbänden und Experten zu bieten. Alle zwei Jahre findet ein Weltkongress zum Thema, organisiert vom Verband, statt. Dieser behandelt die Themen Ursachenlehre, Pathophysiologie, klinisches Management und Behandlung von ADHS und Verhaltensstörungen bei Kindern und Erwachsenen.
Der internationale Kongress wird regelmäßig von rund 1.600 Delegierten besucht, welche als Forscher oder Kliniker im Bereich ADHS-Forschung arbeiten, von Kinder- und Jugendpsychiatern, Neurologen und Psychologen, Pädiatern und anderen Gesundheitsexperten. Im Rahmen des Kongresses findet auch ein Patiententag statt.
2007 – Würzburg, Deutschland
2009 – Wien, Österreich
2011 – Berlin, Deutschland
2013 – Mailand, Italien
2015 – Glasgow, Schottland
2017 – Vancouver, Kanada
2019 – Lissabon, Portugal
2021 – Prag, Tschechien
2023 – Amsterdam, Niederlande

## Weiterbildung
Der Verband World Federation of ADHD bietet ein frei zugängliches E-Book, welches Klinikern und Forschern aus Ländern mit niedrigem oder mittlerem Einkommen Informationen zu aktuellen Forschungen und Erkenntnissen. Es ist in Englisch, Spanisch und Chinesisch erhältlich. Des Weiteren hat der Verband ein sogenanntes „International Consensus Statement on ADHD“ im April 2020 veröffentlicht.

## Publikationen
Attention Deficit Hyperactivity Disorders, war ein Journal, welches der Peer-review unterlag und in elf Ausgaben publiziert wurde. Der Verlag Springer Nature beendete die Publikation zum 1. Januar 2020. Seit der ersten Ausgabe im Mai 2009 war Manfred Gerlach der Editor-in-Chief.

## Auszeichnungen
Die Medaille der WFADHD wurde im Rahmen des dritten Weltkongresses in Berlin im Mai 2011 vom damaligen Kongresspräsidenten Andreas Warnke erstmalig verliehen.

### Preisträger
- 2011: Eric Taylor, King’s College London, UK
- 2015: Paul Wender (postum), USA
- 2017: Joseph Sergeant, Vrije Universiteit Amsterdam, Niederlande
- 2019: Yufeng Wang, Peking University, Volksrepublik China
- 2021: Joseph Biederman,†Harvard Medical School, USA
- 2023: Manfred Gerlach, Universitätsklinik Würzburg, Deutschland

## Vorstand
Der Vorstand besteht aus fünf Personen. Diese sind:
- Stephen V. Faraone, Präsident[18]
- Jan Buitelaar, Vizepräsident
- Li Yang, Vizepräsident
- Mark Bellgrove, Sekretär
- Manfred Gerlach, Schatzmeister

Ehemalige Präsidenten
- Luis A. Rohde
- Andreas Warnke